# Стрельбицкий, Самсон Иванович
Самсо́н (Самуил) Ива́нович Стрельби́цкий (укр. Самсон (Самійло) Іванович Стрільбицький; 27 июня [8 июля] 1766, Киев — 1831, Киев) — киевский ювелир конца XVIII — первой трети XIX столетий, внук известного киевского и черниговского гравёра Ивана Стрельбицкого.

## Биография
Самсон Иванович родился на «Самсоньев день» 27 июня 1766 г. на Подоле в Киеве. Учился в Киево-Могилянской академии, жил на Подоле.
Своё профессиональное мастерство приобрёл в 20-летнем возрасте у известного «золотаря» Александра Тимофеевича Ищенко, жившего в приходе церкви Рождества Христова на Подоле. Помимо Самсона, у мастера было ещё двое учеников. Став самостоятельным мастером, Самсон Иванович продолжил дружить со своим учителем, приглашая друг друга в «восприемники» (крестные) своих детей.
Самсон Иванович, женившись на Агафье Яковлевне (? — 1823), поселился в приходе церкви Покровы Божей Матери, которую помогало строить запорожское казачество (1766 г.). Их дом выходил на Боричев Ток, а забор с тыла граничил с усадьбой полковницы — вдовы Анастасии Максимовны Ездемировичевой, после смерти которой в 1805 году Стрельбицкие купили у наследников её двор со всеми строениями. Впоследствии выстроили для себя по проекту киевского архитектора Андрея Меленского один из лучших домов Подола в стиле классицизма, по ул. Покровская 5, возле Покровской церкви.
Во время реставрационных работ, произведенных по инициативе первого секретаря ЦК КП Украины Владимира Васильевича Щербицкого (есть версия, что фамилия Щербицкий могла возникнуть, от неверного перевода польской фамилии — «Strzelbicki», что произносится как Стшельбицки) в этом доме, после того, как из него в 1983 г. выселили жильцов коммунальных квартир, при вскрытии межэтажных перекрытий были обнаружены две старинные балки — «сволоки» с надписями начала XVIII века, которые по древней традиции были установлены (перенесены) как «оберѣги» из домов предков. Сейчас одна из этих балок находится в резиденции посла США — Джона Теффта (по ссылке обзор старого Подола, «Дом Стрельбицкого» — резиденция посла США), который проживает в данном доме, а другая в фондах Музея истории Киева.
- 1-я балка-сволока:

«БЛАГОСЛОВЕНІЕМ БОГА ОТЦА, ПОСПЕШАНІЕМ БОГА-СЫНА и ДЕЙСТВІЕМ Святого Духа СОЗДАСЯ ДОМ СѢЙ РОКУ БОЖЬЕГО 1723 МѢСЯЦА МАЯ 21 ДНЯ»
- 2-я балка-сволока:

«ГОСПОДИ БЛАГОСЛОВИ ДОМ СѢЙ И ЖИВУЩИХ В НЕМ СОХ(+)РАНИ ОТ ВСЯКИХ ПРОТИВНЫХ НАВЕТОВ» (в этой надписи слово «СОХРАНИ» разделено изображением «Запорожского креста»)
Под современным домом С. И. Стрельбицкого сохранились глубокие подвалы от дома Ездемировичей и часть каменной стены с окном. Во времена страшного пожара на Подоле летом 1811 г., когда выгорел практически весь «Нижний город», каменные подвалы дома Стрельбицкого спасли не только личные вещи его семьи, но и ризницу Покровской церкви, в которой он был старостой.

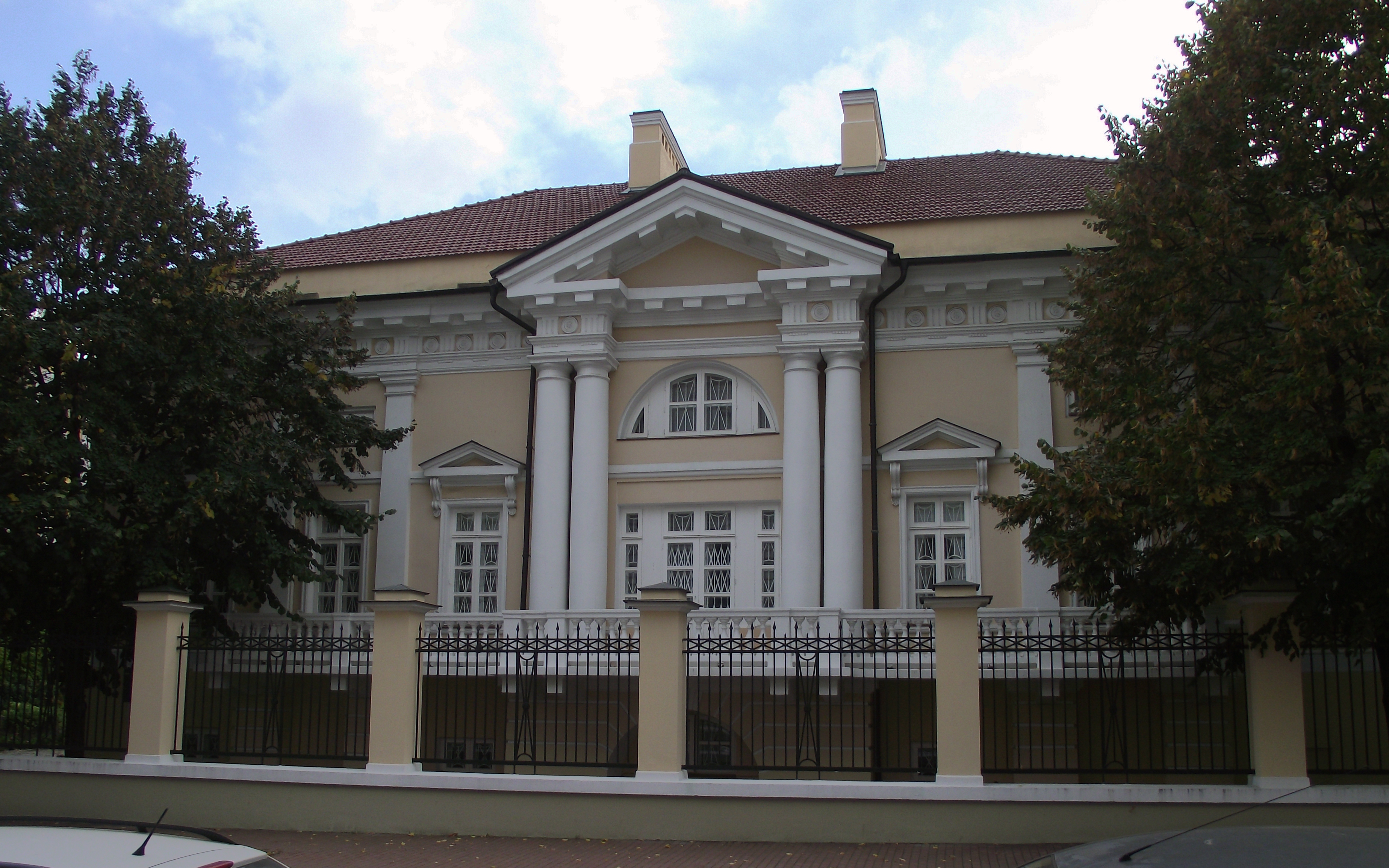
Домовладение Стрельбицких на ул. Покровской, 5. Сейчас — резиденция посла США на Украине

После пожара комиссия из духовенства и членов магистрата спускалась в подвал, открывала сундуки с церковным достоянием и проверяла по описи. Этот документ сохранился и в нём под № 8 значится дар Самсона Ивановича в Покровскую церковь — риза из белой парчи с золотыми цветами.
С. И. Стрельбицкий пользовался большим авторитетом у киевского купечества. Начиная с конца XVIII века его избирают судьёй «Совестного суда» (1797 г.). Такой суд существовал для того, чтобы быстро, без волокиты в присутствии уважаемых людей города разрешать спорные вопросы и мирить земляков.
В 1812 году Самсон Иванович вместе с купечеством и киевлянами откликнулся на оказание помощи армии — за его участием создавались строительные бригады для наведения понтонного моста, оборонительных сооружений, выполнения военных подрядов. Его денежные пожертвования были высоко оценены после окончания «Отечественной войны 1812 года». В 1816 году С. И. Стрельбицкий был награждён бронзовой медалью на ленте ордена Св. Анны. Похвальное свидетельство за помощь армии в 1812 г. хранится в дворянском деле.
После 1814 года Самсон Иванович предложил свой дом на Покровской улице под казённую аптеку. Был сделан вход в него с улицы, во дворе построен флигель для изготовления лекарств, сарай и погреб для хранения лекарственных трав и медикаментов. На протяжении 40 лет этот дом играл большую роль в снабжении армейских полков лекарствами.
В документах за 1818 год Самсон Иванович значится уже как «ратгер» (советник) киевского магистрата. Одним из источников его доходов был кирпичный завод на берегу Днепра и купля-перепродажа домов, которые он приобретал не только на Подоле, а и на Печерске.
В 1824 году Самсон Иванович покупает часть пустого участка рядом со своим домом по Покровской улице у соседки Ирины Дмитровичевой, и увеличивает площадь своей усадьбы. В этом же году впервые в документах встречается название «Хутор Стрельбицкого», который закладывает Самсон Иванович на Лукьяновке.  Одна из улиц «Хутора Стрельбицкого», носила название в честь его имени — «Самсоновская», в 1952 году была переименована в честь украинского писателя Л. И. Глибова.
В 1826 г. он купил участок по Боричеву Току, и присоединил его к своей усадьбе, выстроил двухэтажный каменный флигель для конторы казенной аптеки и квартиры управляющего. Такое строительство, связанное с благоустройством аптеки на территории его усадьбы, приносило семье Стрельбицких стабильные доходы. Сохранился документ от 1830 г. о том, что ему задерживают 5000 рублей за наем его дома под казённую аптеку.
По мере роста благосостояния семья Стрельбицких приобретает усадьбу, которой очень дорожил Самсон Иванович. Она находилась «на Крещатике, напротив „Царского села“» (предположительно в районе современного Музейного переулка). Там была его мастерская, обучались его ученики и было помещение, которое сдавалось приезжим. Этот двухэтажный каменный дом после смерти Самсона Ивановича был продан семье Лунд.
В 1825 году Самсон Иванович составил завещание. Завещание было подписано свидетелями, людьми близкими Самсону Ивановичу, которым он доверял бесконечно. Среди них был доктор медицины Евстафий Петрович Рудыковский, служащий в Киевском военном госпитале, лечивший семью героя Отечественной войны 1812 г. генерала Николая Раевского и гостившего у него А. С. Пушкина. Под завещанием стояла подпись Павла Петровича Романовского — бургомистра, владельца завода на котором отливались колокола для церквей и монастырей Киева, Василькова, Батурина и других городов. Завещание подписал и священник Покроовской церкви Филлип Петровский, с которым у Самсона Ивановича многие годы были дружеские и деловые отношения. По завещанию душеприказчиком был его зять Матын Гержинский.
После смерти Самсона Ивановича Стрельбицкого в 1831 году у него осталось семеро взрослых детей — четверо сыновей, три дочери и три внука. Усадьбу у Покровской церкви семья продолжала сдавать военному ведомству под аптеку.

## Родословная киевского серебряных дел мастера Самсона Иванова сына Стрельбицкого (1766—1831)
До наших дней дошло письмо что было написано в 1586 году фактическим правителем российского государства Борисом Годуновым, во время царствования Фёдора Иоанновича. Они обращаются с посланием к украинскому магнату, воеводе Киевскому, князю Константину-Василию Острожскому, чтобы тот осудил атамана Запорожского «Стрєлбитского», который возглавлял поход черкаских казаков на станичников российских: «…и ис Переяславля ж посол запорожскои атаман Стрєлбитцкои а с ним пошло черкас с триста члвкъ а пошли на Дон и на Донецъ гсдря ншго станичников громил и гсдря ншго казаков…». Предки Самсона Ивановича упоминаются в киевских документах, в 1619 году, когда «Теодор Стрельбицкий» с супругой Анной из дома Майковских завещали часть своего имения Михайловскому Златоверхому монастырю. Их сын «Якуб Теодорович Стрельбицкий» был черниговским чашником, выбирался от Киевского и Черниговского воеводств депутатом на Сейм Речи Посполитой, был женат на Выговской. Прадед «Ян Стрильбицкий» был хорунжим панцерной хоругви киевской. В помяннике подземной «Введенской церкви», находящейся в ближних пещерах Киево-Печерской лавры за 1688 год записано следующее поминание рода Стрельбицких: "Сіє Поминанїє Рабы Божиїя Єлєны Стрєл"бє(ц)кой с Кїєва — Їєрєя: Кири(л)ла: Георгія: Пєлагїю: Єлєну: Їоа(н)на". Дед Самсона Ивановича известный украинский гравёр на меди конца XVII, начала XVIII веков — Иван Стрельбицкий работавший в Чернигове и Киево-Печерской лавре, а отец Иван Иванович Стрельбицкий учился и преподавал в Киево-Могилянской академии, в библиотеке им. Вернадского (институт рукописей) сохранились документы академии, где читаем онем: "Иван Стрѣл"біцкій в 1737 р. має 18 лєт. Клас Поетика. С под города Самбір сын шляхецькій. Оцѣнка: добре" О его матери известно только имя — Софья (? — 1810). У Самсона Ивановича был ещё и брат — Макар (1771-?). Самсон Иванович имел внучку Александру Дмитриевну, которая была женой дворянина, надворного советника, члена Киевской думы, основателя Лукьяновского кладбища — Ильи Ивановича Зейферта, их дочь Надежда Ильинична Зейферт вышла замуж за профессора университета Святого Владимира (им. Т. Г. Шевченко) Митрофана Викторовича Довнар-Запольского, их сын Всеволод Митрофанович (1898—1919) станет членом РСДРП, секретарем Киевского губкома партии. Умрет от сыпного тифа. Его именем в советское время назовут одну из улиц Киева. Сын Дмитрий Самсонович был офицером, был капитаном артиллерии, его часть долгое время дислоцируется в Могилевской губернии, кроме дочери Александры имел сына Сергея. Сергей Дмитрович Стрельбицкий — подполковник, командир горной № 2 батареи, артиллерии, родился в Киевской губернии 25 сентября 1839 г. Первоначальное воспитание получил в Новгородском, графа Аракчеева, кадетском корпусе, а затем дальнейшее военное образование в Константиновском военном училище, откуда в 1858 г. выпущен прапорщиком в 57-ю сводную резервную артиллерийскую бригаду. В 1861 г., произведённый в подпоручики, был назначен бригадным казначеем, а в 1862 г. переведён в 57-ю артиллерийскую бригаду, в составе которой, в чине поручика, принимал деятельное участие в течение всей компании 1863-64 годов. Так, с 10-го по 11-е января 1863 г., при отражении нападения на отряд подполковника Лопатина, в местечке Любартове. 19-го мая 1863 г., в деле подполковника Ракузы с отрядами Лелевеля, в Крустинских лесах, при местечке Юзефове. 12-го августа 1863 г. — при разбитии соединённых отрядов Крука, Руцкаго, Вагнера и Крымскаго отрядами подполковников Ешанова и Соллогуба, при Фейеловичах, Люблинской губернии. За отличие в тех делах Стрельбицкий получил ордена св. Анны и св. Станислава с мечами и бантом. В кампанию 1877 г. Стрельбицкий утонул при переправе через Дунай у Зимницы 15-го июня. Сын — Александр Самсонович Стрельбицкий — ювелир, продолжит дело отца, но после финансовых затруднений переехал из Киева в Могилев-Подольский. Сын — Федор Самсонович Стрельбицкий — военный, первоначально служил юнкером гусарского Эрц Герцога Фердинанда жандармского полка в г. Рогачеве. В 1842 году возвращается в Киев и занимается восстановлением усадьбы по ул. Покровской. Федор Самсонович с женой Аполинарией Филипповной жили в «старом городе», вблизи Георгиевской церкви, прихожанами которой они являлись. Федор Самсонович работает в киевском университете Св. Владимира (им. Т. Г. Шевченко), имел чин «коллежского асессора», в его семье детей не было. Четвёртый сын Самсона Ивановича Стрельбицкого — Василий окончил Харьковский университет, медицинский факультет. Дочь — Ксения Самсоновна 1787 г.р., в 1804 г. вышла замуж за «коллежского регистратора» Мартына Ивановича Гержинского. Дочь — Марфа Самсоновна 1800 г.р. вышла замуж за штабс-капитана Морозова, в семье было две дочери — Екатерина (в замужестве Рогге) и Анна, которая вышла замуж за штабс-капитана Василия Игнатьевича Городецкого. Дочь — Ирина Самсоновна, вышла замуж за купца Свешникова, имели сына Василия.

## Творчество
Творчество Самсона Ивановича и его сына Александра Стрельбицких было неразрывно связано с заказами от митрополита Киевского и всея Малой Руси, и церквей и монастырей, таких как Киево-Печерская лавра и Михайловский Златоверхий.
- Два больших подсвечника для икон в Киево-Печерской лавре (1801);
- Серебряные царские врата Николаевской церкви (1802);
- Подсвечник (1803);
- Оклад на Чудотворную икону Успенского собора Киево-Печерской лавры (1823), а также нимб (1829, вместе с сыном Александром) на икону Киево-Печерской лавры.
- 1200 серебряных колец и 1500 крестиков для Михайловского Златоверхого монастыря;
- Панагия для настоятеля Михайловского Златоверхого монастыря и повторный заказ 900 колец и 400 крестиков из серебра (1825);
- Сын Александр изготовляет в 1834 г. по заказу генеральши Дьячкиной, из её серебра (181 злотник) «Сияние» на икону Божьей Матери Успенского собора. В 1842 г., для церкви Духовной академии сосуд из 311 золотников серебра.
- Основным доходом мастера было изготовление дешёвых серебряных крестиков для Михайловского Златоверхого монастыря, которые пользовались большим спросом у прихожан на «Варварин день». Основная масса работ Самсона Стрельбицкого была вывезена в Москву и уничтожена во времена воинствующего атеизма. Сохранился потир и серебряное блюдо.